# 極道コンビ
極道コンビ（ごくどうコンビ）は、プロレスラーのグレート小鹿と大熊元司によるプロレスのタッグチーム。そのチーム名の通り、主にヒールのポジションで活躍した。

## 来歴

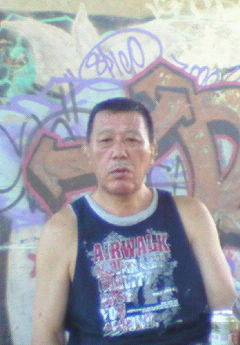
グレート小鹿

日本プロレス在籍時の1967年8月より共にアメリカに遠征し、ライジング・サンズ（The Rising Suns）のチーム名でテネシーやジョージア地区で活動。テネシーでは同年10月にNWA世界タッグ王座を獲得、エディ・グラハム&サム・スティムボートやジャッキー・ファーゴ&ヘイスタック・カルホーンなどのチームとも対戦した。
渡米中、大熊がホームシックで体重が大幅に減少したため、1968年に単独で帰国。小鹿はシングルプレイヤーとしてアメリカでの活動を続けるが、1970年9月の小鹿の帰国から約半年後に大熊が再渡米。その後、大熊は日本プロレスに戻ることなく1972年に全日本プロレス旗揚げに参加、小鹿は日本プロレスに残留したためコンビは一時解散となったが、翌1973年4月に日本プロレスが崩壊。小鹿が他の日プロ残党と共に6月より全日本プロレスに合流したため、再び両者のタッグが復活することとなった。
1976年3月26日には韓国のソウルにて、日本プロレスの崩壊に伴い封印されていたアジアタッグ王座を獲得。以降、ジェリー・オーツ&テッド・オーツやアニマル浜口&マイティ井上に一時奪取されるも、1981年5月23日にケビン・フォン・エリック&デビッド・フォン・エリックに敗れるまで同王座を通算4回獲得し、アジアタッグの代名詞的なコンビとなった。挑戦者チームには、バリアント・ブラザーズ、タンク・パットン&テッド・デビアス、ボボ・ブラジル&カルロス・コロン、天龍源一郎&高千穂明久、クルト・フォン・ヘス&カール・フォン・スタイガーなどがいる。4度目の戴冠時の王座決定戦ではザ・キウィズと対戦した。
1970年代後半は国際プロレスのリングにも参戦して、浜口&井上の浪速ブラザーズとアジアタッグ王座を争った。1979年8月26日の『プロレス夢のオールスター戦』では、後に維新軍を結成する浜口&長州力と対戦している。
アジアタッグ王座陥落後の1981年末には『世界最強タッグ決定リーグ戦』に初出場。ジャイアント馬場&ジャンボ鶴田、ザ・ファンクス、ブルーザー・ブロディ&ジミー・スヌーカ、タイガー・ジェット・シン&上田馬之助、ザ・シーク&マーク・ルーイン、ハーリー・レイス&ラリー・ヘニング、バロン・フォン・ラシク&キラー・カール・クラップ、天龍&阿修羅・原などのチームと対戦したが、天龍組（後の龍原砲）からのリングアウト勝ち以外は全敗の戦績に終わった。以降も1986年までコンビを継続させ、ジャパンプロレス勢や国際血盟軍とも対戦した。
1988年、小鹿の一時引退によりコンビは解散。その後、1992年に大熊が現役中に死去したため、再結成されることはなかった。
スタン・ハンセンは、極道コンビについて「巧さ、強さもあり印象に残っている」と自著で称賛している。

## 獲得タイトル
NWAミッドアメリカ
- NWA世界タッグ王座（テネシー版）：1回[2]

全日本プロレス
- アジアタッグ王座：4回[6]